# Estado de Lincoln (noreste)

Bandera del Estado de Lincoln

Sello del Estado de Lincoln

Lincoln (State of Lincoln en inglés) es el nombre que recibió un proyecto de Estado propuesto en el siglo XIX en territorios del noroeste de Estados Unidos.
Otros nombres utilizados han sido los de "Columbia" o "Washington Oriental".

## Origen de la propuesta
En 1864 arranca el movimiento para conseguir la categoría de Estado de la Unión para los territorios del pandhandle” de Idaho, como reacción al traslado de la capital del recién (4 de marzo de 1863) constituido Territorio de Idaho, desde Lewiston hasta Boise.
Las dificultades de gobierno desde Boise, dada la amplitud del Territorio de Idaho (que incluía no sólo la mayor parte del Estado de Idaho, sino territorios de los de Montana y Wyoming) y los obstáculos orográficos, provocaron la primera petición para la secesión del saliente con vistas a constituirse en Estado, pero fue rechazada.

## Nueva propuesta de 1901

Territorios adscritos al Estado de Lincoln en Washington e Idaho según la Propuesta de 1901.

En 1901 se produjo un nuevo intento para constituir un Estado, escindiendo territorios de los Estados de Idaho y Washington.
El área propuesta cubriría aproximadamente la región del Inland Empire de la zona del Pacífico Noroeste de Estados Unidos, que abarca el Saliente de idaho y Washington Oriental — la parte del Estado al este de las Montañas Cascade —.
La propuesta abogaba por denominar al nuevo Estado como Lincoln, en honor del Presidente Abraham Lincoln.

## Nuevas propuestas
En 1996, 1999 y 2005 se efectuaron nuevas proposiciones, sin éxito.